# 大猪屎豆
大猪屎豆（学名：Crotalaria assamica），为豆科猪屎豆属下的一个种。

## 扩展阅读
維基物種上的相關：大猪屎豆